# Simojovel
Simojovel est une municipalité du Chiapas, au Mexique. Elle couvre une superficie de 446,99 km2 et compte 44 295 habitants en 2015.